# Mroczków Duży
Mroczków Duży – wieś w Polsce położona w województwie łódzkim, w powiecie opoczyńskim, w gminie Opoczno, 10 km od Opoczna.
W latach 1975–1998 miejscowość administracyjnie należała do województwa piotrkowskiego.
Do 1998 r. miejscowość nosiła nazwę Mroczków Ślepy. Na terenie wsi znajduje się siedem krzyży (nieznane są daty ich powstania), dwie figurki (najstarsza z 1935 r.) oraz świetlica wiejska.
Wierni kościoła rzymskokatolickiego należą do parafii Narodzenia Najświętszej Maryi Panny w Mroczkowie Gościnnym.